# Liste der hethitischen Großkönige
Diese Liste der hethitischen Großkönige enthält alle bekannten Herrscher des hethitischen Großreichs. Weiterführende Informationen zu den Hethitern finden sich in den Artikeln Hethiter und Geschichte der Hethiter.
Zu den Schreibungen der Herrscher: Das Schluss-š des hethitischen Nominativs (s. Hethitische Sprache) (Šuppiluliuma-Šuppiluliumaš) wird von den meisten Autoren weggelassen.
In der Hethitologie sind die Regierungszeiten der Herrscher stark umstritten. Zurzeit werden neben der mittleren Chronologie zumeist die kurze und ultrakurze Chronologie als wahrscheinlich angesehen.

## Frühe hethitische Herrscher
| Name                | Regierungszeit     | Anmerkungen                                                      |
| ------------------- | ------------------ | ---------------------------------------------------------------- |
| Pitḫana             |                    | König von Kuššara und Kaniš                                      |
| Anitta              | ca. 1700 v. Chr.   | Sohn Pitḫanas, Erster Großkönig in Kaniš, Zerstörung von Ḫattuša |
| Überlieferungslücke | ab 1690/80 v. Chr. | Herrscher bis Labarna unbekannt, Rückgang der hethitischen Macht |

## Altes Reich
| Name         | Ultra-kurze Chronologie   | Kurze Chronologie         | Mittlere Chronologie      | Anmerkungen            |
| ------------ | ------------------------- | ------------------------- | ------------------------- | ---------------------- |
| Labarna      | bis 1533 v. Chr.          | bis 1565 v. Chr.          | bis 1629 v. Chr.          |                        |
| Ḫattušili I. | 1533 v. Chr.–1508 v. Chr. | 1565 v. Chr.–1540 v. Chr. | 1629 v. Chr.–1604 v. Chr. | Krieg gegen Ḫalpa      |
| Muršili I.   | 1508 v. Chr.–1498 v. Chr. | 1540 v. Chr.–1530 v. Chr. | 1604 v. Chr.–1594 v. Chr. | Plünderung Babylons    |
| Ḫantili I.   | 1498 v. Chr.–???? v. Chr. | 1530 v. Chr.–???? v. Chr. | 1594 v. Chr.–???? v. Chr. | Feldzug nach Karkemiš  |
| Zidanta I.   | ???? v. Chr.–???? v. Chr. | ???? v. Chr.–???? v. Chr. | ???? v. Chr.–???? v. Chr. |                        |
| Ammuna       | ???? v. Chr.–???? v. Chr. | ???? v. Chr.–???? v. Chr. | ???? v. Chr.–???? v. Chr. | Einfälle der Hurriter  |
| Ḫuzziya I.   | ???? v. Chr.–???? v. Chr. | ???? v. Chr.–???? v. Chr. | ???? v. Chr.–???? v. Chr. |                        |
| Telipinu     | 1478 v. Chr.–1458 v. Chr. | 1510 v. Chr.–1490 v. Chr. | 1574 v. Chr.–1554 v. Chr. | Vertrag mit Kizzuwatna |

## Mittleres Reich
| Name           | Regierungszeit        | Anmerkungen |
| -------------- | --------------------- | --- |
| Taḫurwaili     |                       | wird auch zwischen Ḫantili II. und Zidanta II. oder nach Alluwamna angesetzt, wahrscheinlich Thronusurpation, Vertrag mit Kizzuwatna |
| Alluwamna      |                       | Schwiegersohn Telipinus, wahrscheinlich Sturz Taḫurwailis                                                                            |
| Ḫantili II.    |                       | Sohn Alluwamnas, wahrscheinlich Vertrag mit Kizzuwatna, Einfall der Kaškäer                                                          |
| Zidanta II.    | ca. 1450 v. Chr.      | Sohn Ḫantilis, Vertrag mit Kizzuwatna                                                                                                |
| Ḫuzziya II.    |                       | Sicherung Kizzuwatnas, ermordet von Muwattalli                                                                                       |
| Muwattalli I.  |                       | Krieg mit Kaškäern, ermordet von Söhnen Ḫuzziyas                                                                                     |
| Tudḫaliya I.   | ca. 1420–1400 v. Chr. | Sohn Ḫuzziyas, Feldzüge nach Išuwa, Arzawa und Ḫalpa, Sieg über Mitanni, Vertrag mit Kizzuwatna, Aufstieg des Reiches                |
| Arnuwanda I.   | ca. 1400–1375 v. Chr. | Aufstände von Vasallen, Einfälle der Kaškäer, Niedergang des Reiches                                                                 |
| Tudḫaliya II.  | ca. 1375–1355 v. Chr. | Eingliederung Kizzuwatnas |
| Ḫattušili II.  | ca. 1371–1355 v. Chr. | Mitregent o. ä., Existenz stark angezweifelt                                                                                         |
| Tudḫaliya III. | ca. 1355 v. Chr.      | Sohn Tudḫaliyas II., ob er Großkönig war, ist unklar, ermordet von Šuppiluliuma,                                                     |

## Hethitisches Großreich
| Name                          | Regierungszeit        | Anmerkungen |
| ----------------------------- | --------------------- | --- |
| Šuppiluliuma I.               | ca. 1355–1320 v. Chr. | Sohn Tudḫaliyas II., Kriege gegen Kaškäer, Arzawa und Azzi-Hayaša, Ausbau Ḫattušas, Feldzüge in Syrien, Mitanni wird bekämpft, Seuche bricht aus |
| Arnuwanda II.                 | ca. 1320–1318 v. Chr. | Sohn Šuppiluliumas |
| Muršili II. (Tašmi-Šarruma)   | ca. 1318–1290 v. Chr. | Sohn Šuppiluliumas, Krieg gegen Kaškäer, Eroberung Arzawas, Feldzüge in Syrien, Pestgebete                                                       |
| Muwattalli II. (Šarri-Teššub) | ca. 1290–1272 v. Chr. | Schlacht von Kadesch |
| Muršili III. (Urḫi-Teššub)    | ca. 1272–1266 v. Chr. | |
| Ḫattušili III.                | ca. 1266–1236 v. Chr. | Friedensvertrag mit Ägypten |
| Tudḫaliya IV. (Ḫišmi-Šarruma) | ca. 1236–1215 v. Chr. | angebliche Eroberung Alašiyas |
| Kurunta (Ulmi-Teššub)         | ca. 1220 v. Chr. (?)  | nach Staatsstreich eventuell kurzzeitig Großkönig, genauer Zeitpunkt ungeklärt                                                                   |
| Arnuwanda III.                | ca. 1215–1214 v. Chr. | |
| Šuppiluliuma II.              | 1214/3–1190 v. Chr.   | Letzter Großkönig, Untergang der Großmacht |

## Großkönige nach 1200 v. Chr.
Nach dem Zusammenbruch des Hethitischen Reichs übernahmen lokale Herrscher den Titel "Großkönig".
| Name        | Regierungszeit  | Anmerkungen           |
| ----------- | --------------- | --------------------- |
| Kuzi-Teššub | 12. Jh. v. Chr. | Großkönig in Karkemiš |
| Hartapu     | 8. Jh. v. Chr.  | Großkönig in Tabal    |

## Probleme bei der Zählung
Die Quellenlage ist in einigen Bereichen, insbesondere der Chronologie, dürftig, deswegen sind die Daten keine genauen Angaben und können sich ändern. Weiterhin nahm man früher an, dass es einen Tudḫalija I. gegeben habe, weshalb jener, der in dieser Liste denselben Namen trägt, als Tudḫalija II. und dieser als Tudḫalija III. bezeichnet wurde. Diese Liste folgt nicht der alten Bezeichnung, obwohl diese ebenfalls in Gebrauch ist.